# Асанагі
«Асанагі» (Asanagi, яп. 朝凪) — ескадрений міноносець Імперського флоту Японії, який взяв участь у Другій світовій війні.
Корабель, який став восьмим (за датою закладання) серед есмінців типу «Камікадзе», спорудили у 1924 році на верфі компанії Fujinagata в Осаці.
На момент вступу Японії до Другої світової війни «Асанагі» належав до 29-ї дивізії ескадрених міноносців, яка підпорядковувалась Четвертому флоту. Останній мав головну базу на атолі Трук у центральній частині Каролінських островів та на початковому етапі війни здійснив ряд операцій з розширення японського контролю в Мікронезії та вторгнення до Меланезії.
29 листопада 1941-го, ще до початку бойових дій, «Асанагі» разом з іншими кораблями своєї дивізії вирушив з Труку на Маршаллові острови. 8 грудня більшість есмінців Четвертого флоту рушили з атола Кваджелейн до острова Вейк (північніше від Маршаллових островів), проте «Асанагі» та «Юнагі» залучили до операції у протилежному, південному напрямку. Вони були включені до загону, який прийняв десант на атолі Джалуїт та вирушив до островів Гілберта, де збирались облаштувати передову базу гідроавіації на атолі Бутарітарі (більше відомий у присвяченій тихоокеанським кампаніям літературі як Макін — за назвою розташованого поруч острова Макін). 9 грудня під час переходу «Асанагі» та «Юнагі», котрі мали на борту три десятки морських піхотинців, відділились та попрямували до атола Тарава (півтори сотні кілометрів південніше від Бутарітарі). 10 грудня есмінці висадили десант на Тараві, де перебували лише неозброєні спостерігачі. Того ж дня японці полишили цей атол.
Тим часом операція проти Вейка пройшла невдало (зокрема, загинув один з есмінців 29-ї дивізії) і японці були змушені повернутись на базу. 23 грудня 1941-го до Вейку вирушило значно потужніше з'єднання, до складу якого увійшов і «Асанагі». Цього разу вдалося захопити острів без жодних ускладнень.
Після повернення з Вейку «Асанагі» разом з іншими кораблями дивізії 31 грудня 1941 — 3 січня 1942 ескортував конвой з Кваджелейна на Трук, а 13—15 січня разом з легким крейсером та трьома іншими есмінцями супроводив звідси переобладнаний гідроавіаносець «Кійокава-Мару» та два транспорти до атола Волеаї (центральна частина Каролінських островів за вісім з половиною сотень кілометрів на захід від Труку). Тут вони з'єднались із конвоєм транспортів, які раніше під охороною двох есмінців 30-ї дивізії вийшли з Труку до Гуаму (Маріанські острови), щоб прийняти там війська для операції проти архіпелагу Бісмарка.
17 січня 1942-го зібрані біля Волеаї сили рушили в південно-східному напрямку, а 23 січня «Асанагі» та інші кораблі дивізії прикривали висадку в Рабаулі на східному завершенні острова Нова Британія (тут створять головну передову базу в архіпелазі Бісмарка, з якої два роки провадитимуться операції на Соломонових островах та сході Нової Гвінеї). Протягом доби опір союзних сил подолали. Після цього «Асанагі» більш як два тижні ніс патрульно-ескортну службу в околицях Рабаула.
9 лютого 1942-го 29-та дивізія супроводжувала загін, який доправив японський десант до півострова Сурумі (центральна частина південного узбережжя Нової Британії), де японці захопили невеличкий австралійський аеродром у Гасматі (після розширення його перетворили на резервний майданчик, призначений для забезпечення аварійних посадок літаків).
8 березня 1942-го «Асанагі» та ще 5 есмінців і 2 легкі крейсери вирушили з Рабаулу в супроводі загону, який мав доправити десант на Нову Гвінею в район Лае — Сааламауа (на сході острова у глибині затоки Хуон). Сама висадка не зустріла спротиву, проте 10 березня японський загін став ціллю для американської авіаносної авіації. Ряд допоміжних суден втратили, половина бойових кораблів загону зазнала пошкоджень. Пошкодження «Асанагі» були не вельми значні, проте внаслідок обстрілу на есмінці загинули 18 осіб.
22—25 березня 1942-го «Асанагі» разом з іншими есмінцями дивізії супроводжував легкий крейсер «Юбарі» (флагманський корабель ескадри, до якої належала 29-та дивізія) з Рабаула на Трук, а 26 березня — 1 квітня кораблі 29-ї дивізії здійснили перехід до Сасебо, де стали на доковий ремонт. 23—29 квітня «Асанагі» пройшов назад на Трук.
Невдовзі корабель залучили до операції з оволодіння Порт-Морсбі. Разом зі ще 5 есмінцями та легким крейсером «Асанагі» включили до загону адмірала Кайоки, що виконував завдання з прикриття транспортного конвою, який 4 травня 1942-го рушив із Рабаула. Надалі танкери залишили на стоянці Шортленд (прикрита групою невеликих островів Шортленд акваторія біля південного завершення острова Бугенвіль) під охороною одного есмінця, тоді як транспорти з військами та більшість кораблів Кайоки попрямували в південно-західному напрямку через Соломонове море.
5 травня 1942-го американське авіаносне угруповання потопило японський легкий авіаносець «Сьохо» із групи підтримки. Надвечір наступної доби Кайока вирішив відшукати й атакувати ворожі кораблі, які, на його думку, перебували у протоці Джомард (відділяє південно-східне завершення Нової Гвінеї від архіпелагу Луїзіади). Адмірал рушив на пошуки ворога з легким крейсером і двома есмінцями 29-ї дивізії — Оіте та «Асанагі», проте за дванадцять годин (уже настало 7 травня) повернувся до конвою (натомість він вислав для пошуків есмінці 30-ї дивізії). Після битви в Кораловому морі, в якій 8 травня зіткнулись авіаносні з'єднання сторін, японське командування вирішило скасувати операцію і 9 травня транспортний загін повернувся на базу.
13—16 травня 1942-го «Асанагі» супроводжував навчальний крейсер «Касіма», який пройшов з Рабаула через Кавієнг (друга за значенням японська база в архіпелазі Бісмарка на північному завершенні острова Нова Ірландія) на Трук. Після цього есмінець одразу рушив до Японії, куди прибув 18 числа і знову став на доковий ремонт у Сасебо. 11—18 липня «Асанагі» пройшов до Рабаула.
21 липня 1942-го «Асанагі» разом зі ще двома есмінцями та двома легкими крейсерами прикривав висадку на Новій Гвінеї в Буні (східне узбережжя півострова Папуа, звідки японці розраховували досягнути Порт-Морсбі суходолом). 26 липня «Асанагі» здійснив транспортний рейс до Буни (можливо відзначити, що авіація союзників регулярно завдавала ударів по цьому району і 22 та 29 числа потопила транспорти «Аятосан-Мару» та «Котоку-Мару», що змушувало залучати до логістичних функцій бойові кораблі). Під час цього походу есмінець зазнав легких пошкоджень, коли, ухиляючись від повітряної атаки, зачепив риф. 31 липня — 3 серпня «Асанагі» прямував з Рабаула на Трук, де пройшов аварійний ремонт.
10 серпня 1942-го «Асанагі» прикривав виход з Труку судна «Ямафуку-Мару», яке повело до Японії на буксирі пошкоджене «Гойо-Мару».
Хоча на початку серпня 1942-го союзники здійснили висадку на сході Соломонових островів, що започаткувало важку Битва за Гуадалканал|битву за Гуадалканал]] та змусило японське командування спрямовувати в регіон підкріплення, «Асанагі» 19 серпня вирушив до Японії для ремонту і 23 числа прибув до Йокосуки.
Лише наприкінці вересня 1942-го «Асанагі» рушив назад до зони активних бойових дій. 27 вересня — 10 жовтня він супроводив конвой з Сасебо до Рабаула, а 11—14 жовтня пройшов на Трук. Після цього понад рік есмінець ніс патрульно-ескортну службу в Океанії, переважно супроводжуючи конвої на трасах Трук — Йокосука (наприклад, конвой №4426 у квітні — травні 1943-го, № 3508 у травні 1943-го, № 4731 у липні — травні 1943-го, № 4731 у серпні 1943-го, № 3914 у вересні, № 3009A у жовтні 1943-го, № 3101 у листопаді 1943-го) і Трук — Рабаул (наприклад, конвої № 1023, № 2082 та № 2213 у червні 1943-го, № 1142 в липні 1943-го, № 1210 в листопаді 1943-го, № 1152 та № 2222 у грудні 1943-го). Періодично есмінець виходив з Труку для супроводження конвоїв лише на останній ділянці маршруту (наприклад, конвой №3515). Також «Асанагі» здійснив окремі рейси на маршрутах Трук — Палау (наприклад, конвой №7272 у вересні 1943-го, № 8011 у жовтні 1943-го), Трук — Сайпан (наприклад, у середині листопада), Трук — острови Огасавара, а у середині липня 1943-го разом з легким крейсером «Нака» доставив підкріплення на атол Мілі (Маршаллові острови).
У цей період «Асанагі» неодноразово надавав допомогу в разі пошкодження чи потоплення інших суден, як-от:
– 14 червня 1943-го «Асанагі» розпочав ескортування двох суден, які попрямували з Труку одразу до Соломонових островів. 17 червня за три з половиною сотні кілометрів на північ від острова Бугенвіль ворожий підводний човен потопив судно Мйоко-Мару, після чого «Асанагі» провадив порятунок вцілілих;
– 24—28 липня 1943-го есмінець здійснив вихід з Труку для допомоги танкеру «Тонан-Мару №3», так само торпедованому субмариною. Цього разу «Асанагі» забезпечив охорону крейсера «Ісудзу», який привів «Тонан-Мару № 3» на буксирі на Трук;
– 8 серпня 1943-го під час проходження конвою № 4731 з Труку до Японії в районі за три сотні кілометрів південніше від основної групи островів Огасавара підводний човен потопив єдине судно конвою, після чого «Асанагі» підібрав три сотні уцілілих;
– 9 жовтня 1943-го «Асанагі» рушив з Йокосуки на Трук як охорона конвою № 3009A, при цьому в якийсь момент він повернувся в район островів Огасавара та розпочав ескортування «Асакадзе-Мару», що повело до Японії на буксирі торпедоване підводним човном судно постачання «Мамія».
20 листопада 1943-го есмінець вийшов із Рабаула у складі охорони конвою № 1210 і тієї ж доби зазнав невеликих пошкоджень від повітряної атаки, а після прибуття на Трук пройшов тут аварійний ремонт.
2—14 січня 1944-го під час проведення конвою № 4102 з Труку до Йокосуки «Асанагі» довелось охороняти «Ямакуні-Мару», який повів на буксирі пошкоджене ремонтне судно «Ямабіко-Мару», а потім провадити порятунок вцілілих з самого «Ямакуні-Мару», ураженого за дві сотні кілометрів від входу до Токійської затоки. У наступні кілька місяців «Асанагі» супроводжував конвої з Йокосуки до островів Огасавара, Маріанських островів та Палау.
17 травня 1944-го «Асанагі» вийшов з Сайпану, супроводжуючи конвой до Японії. 22 травня за три з половиною сотні кілометрів на північний захід від основної групи островів Огасавара підводний човен «Поллак» торпедував есмінець. «Асанагі» протримався на воді ще 40 хвилин, після чого затонув. Загинуло 82 члени екіпажу.